# 奴らを高く吊るせ!
『奴らを高く吊るせ!』（やつらをたかくつるせ!、原題: Hang 'Em High）は、1968年製作のアメリカ合衆国の西部劇映画。

## 概要
主演のクリント・イーストウッドがイタリアに渡り、マカロニ・ウエスタンで世界的スターになった後のハリウッド凱旋作品で、イーストウッドが設立した『マルパソ・プロダクション』が制作した最初の映画である。
のちにテッド・ポスト監督とは『ダーティハリー2』でもコンビを組むこととなる。

## あらすじ
セントルイスの元保安官でカウボーイのジェド・クーパーは、牛を輸送中に突如9人の男たちに囲まれた。彼らはウィルソン元大尉他、牛泥棒を追ってきた男たちだった。クーパーは盗品と知らずに牛泥棒から牛を買ってしまい、犯人だと間違えられたのだった。クーパーは釈明も聞き入れられず、ウィルソンの指示の下、近くにあった木に首を吊されてしまう。ウィルソンたちが去ったあと、まだ息があったものの死にかけていたクーパーはたまたま通りかかった連邦保安官のブリスに助けられた。そのまま護送中の囚人とともに、フォート・グラントという、裁判所の前に絞首台が見世物のように並ぶ町に送られた。そこでクーパーはフェントン判事から冤罪を認められて釈放され、復讐しようとする。判事は私的な復讐を制し、保安官になれば合法的に裁けると言って、クーパーに判事直属の連邦保安官になるよう持ちかける。フォート・グラントはオクラホマ準州に属していたが、オクラホマは法の番人たる裁判所は1つ、連邦保安官は19人とその土地の広大さに反して少なかった。それゆえ治安の悪さが判事の悩みの種であり、オクラホマはなかなか州に昇格できずにいたのだ。クーパーは、自分を私刑にかけたウィルソンたちを合法的に探し出すために保安官となることを決めた。
クーパーが罪人を護送するためとある町に向かうと、酒場の前に奪われた自分の馬が繋がれているのを見つけた。中には自分を吊るした男の一人のレノがいた。そのまま逮捕し連行しようとしたが、レノが銃を向けたため、クーパーはやむなく彼を射殺する。それを知ったジェンキンスは報復を恐れて自首し、クーパーに私刑を下したウィルソン以下の者たちの名前がわかった。一旦フォート・グラントに戻ったクーパーはフェントンからウィルソンたちの逮捕状を受け取るが、全員生きたまま逮捕し連行するよう言い渡される。彼らがいるレッド・クリークに向かったクーパーはまずストーンを逮捕し、現地の保安官カルフーンに勾留させると、カルフーンと共にウィルソンたちがいる農場に向かった。
その途中、家族を殺されて牛を盗まれたと男がカルフーンに訴えてきた。クーパーはウィルソンたちの逮捕を優先しようとするがカルフーンに反対され、応援の男たちとともに牛泥棒を追う。牛泥棒の3人を逮捕したクーパーは、そのうちの一人が復讐相手のミラーであることに気付く。クーパーはあくまでミラーたち3人を裁判にかけるべく、追手の男たちに報酬を提示してまで連行を手伝うように頼んだ。しかし男たちは、ミラーたちへの私刑を許さなかったクーパーに怒ってその場を去ってしまった。クーパーはフォート・グラントまで３日もの行程を、たった一人で3人の護送をすることになった。そして、人を殺したのはミラーだけだと聞き、兄弟の捕縛だけを解く。ミラーはストーンが逮捕される現場を目撃してから、まだ若いベンとビリー・ジョーの兄弟を唆して牛を奪い逃亡しようとしていたのだ。途中、クーパーは自分で縄を抜けたミラーに襲われるが、これを返り討ちにしてついにフォート・グラントに帰り着く。たった一人で遠方から三人を連行したクーパーは判事に最大限の賛辞をもって迎えられる。
日用品店を営むレイチェルが今回も拘置所へ面通しにきていた。護送してきた兄弟がまだ若いというレイチェルに、牛が盗める年だと答えるクーパー。
クーパーはミラーたちの裁判の証人として出廷するように命令される。クーパーは殺人も犯さず、自分がミラーに襲われた際に逃亡もしなかった若いベンとビリー・ジョーの減刑を求めるが、フェントンは彼らの弁護を聞き入れず、三人に死刑を宣告する。
クーパーは預けていたストーンを連行するためレッド・クリークに向かおうとするが、そこにカルフーンが現れ、ストーンの死を告げると同時に、ウィルソンたちからの和解金をクーパーに渡す。クーパーは、金は方がついたが報復は終わっていないことを伝える。カルフーンからの伝言を聞いたウィルソンはクーパーを殺すことを提案するが、チャーリーとマドウは話に乗らずに去ったため、残ったトミーとルーミスの二人と共に殺害を計画する。
数日後、クーパーが捕らえた三人を含む死刑囚の死刑執行となった。まるで見せ物のような様子にクーパーは嫌気を募らせ売春婦を宿に連れ込んだ。その後宿のカウンターで酒を飲んでいたところを、ウィルソンたちに襲われ重傷を負う。そこをレイチェルが看病し、後日見舞いに来たフェントンは犯人の特徴を聞こうとした。しかしクーパーは「自分で決着を付ける」と答える。
レイチェルと郊外に出かけた時、レイチェルの過去と、護送されてきた囚人の面通しをしている訳を聞く。通り雨にあう中、二人の仲は深まる。
クーパーがウィルソンの農場に入り込むと、番犬が放たれトミーとルーミスが銃撃してきた。彼らを殺し、家の中に入るとウィルソンは自分で首を吊っていた。
フォート・グラントに戻ったクーパーはジェンキンスと面会する。弱りきった老ジェンキンスを目にし、報復の相手が残り3人となった今は恨みもなくなったので帳消しにしようと告げる。
クーパーはその足でフェントン判事を訪れ、保安官のバッヂを返す。しかしフェントンは、保安官の足りない中、自分の都合でその立場を投げ出す無責任さをなじる。一方クーパーはジェンキンスの釈放を求め、フェントンの判断の厳格さを言い募る。するとフェントンは、たとえ判決に誤りがあろうとも、広大なオクラホマの治安を守り、州に昇格されて州知事が来て州裁判所が置かれるまでは、自分が法の責任者であらねばならない現状を訴える。フェントンは自分を非難するか、共に治安のために戦うかをクーパーに迫る。そこでクーパーが保安官を続けることを引き換えにジェンキンスを釈放することとなった。
するとそこでフェントンは、チャーリーをリッジウェイで見かけたとの情報が入っていたと伝える。クーパーにチャーリーとマドウの逮捕状を渡し、彼らを捕らえるように促す。自身の恨みを帳消しにしたクーパーだったが、なおも彼らの居場所へとふたたび馬を走らせたのだった。

## キャスト
| 役名                         | 俳優                             | 日本語吹替                    |
| 役名                         | 俳優                             | NETテレビ版                   |
| ---------------------------- | -------------------------------- | ----------------------------- |
| ジェド・クーパー元保安官     | クリント・イーストウッド         | 山田康雄                      |
| レイチェル・ウォーレン       | インガー・スティーヴンス         | 平井道子                      |
| ウィルソン元大尉             | エド・ベグリー                   | 田中康郎                      |
| アダム・フェントン判事       | パット・ヒングル                 | 島宇志夫                      |
| デイヴ・ブリス連邦保安官     | ベン・ジョンソン                 | 緑川稔                        |
| レイ・カルフーン保安官       | チャールズ・マッグロー           | 緑川稔                        |
| マダム・“ピーチズ”・ソフィ   | ルース・ホワイト                 |                               |
| ミラー                       | ブルース・ダーン                 | 仲木隆司                      |
| マット・ストーン             | アラン・ヘイル・Jr               | 兼本新吾                      |
| ジェニファー                 | アーレン・ゴロンカ               |                               |
| 囚人                         | ジェームズ・ウェスターフィールド | 今西正男                      |
| 預言者                       | デニス・ホッパー                 |                               |
| ルーミス                     | L・Q・ジョーンズ                 | 内海賢二                      |
| フランシス・エルロイ・ダフィ | マイケル・オサリヴァン           | 清川元夢                      |
| レノ                         | ジョセフ・シローラ               | 渡部猛                        |
| 牧師                         | ジェームズ・マッカーサー         |                               |
| ジェンキンス                 | ボブ・スティール                 | 槐柳二                        |
| シュミット                   | バート・フリード                 |                               |
| マドウ                       | ラッセル・トーソン               | 北村弘一                      |
| チャーリー・ブラックフット   | ネッド・ロメロ                   | 木原正二郎                    |
| トミー                       | ジョナサン・リッペ               | 徳丸完                        |
| 不明 その他                  | N/A                              | 野島昭生 若本紀昭 水鳥鉄夫    |
| 日本語版スタッフ             |                                  |                               |
| 演出                         | 演出                             | 春日正伸                      |
| 翻訳                         | 翻訳                             | 木原たけし                    |
| 効果                         | 効果                             | PAG                           |
| 調整                         | 調整                             | 山田太平                      |
| 制作                         | 制作                             | 東北新社                      |
| 解説                         | 解説                             | 淀川長治                      |
| 初回放送                     | 初回放送                         | 1975年6月1日 『日曜洋画劇場』 |